# Siège de Maastricht (1676)
Pour les articles homonymes, voir Siège de Maastricht.
Guerre de Hollande
Batailles
- Groenlo (06-1672)
- Solebay (06-1672)
- Coevorden (06-1672)
- Nimègue(07-1672)
- Groningue (07-1672)
- Saint-Lothain (02-1673)
- Schooneveld (1re) (06-1673)
- Maastricht (06-1673)
- Schooneveld (2de) (06-1673)
- Texel (08-1673)
- Bonn (11-1673)
- Arcey (01-1674)
- Pesmes (02-1674)
- Gray (02-1674)
- Scey-sur-Saône (03-1674)
- Chariez (03-1674)
- Vesoul (03-1674)
- Arbois (03-1674)
- Orgelet (03-1674)
- Besançon (04-1674)
- Dole (05-1674)
- Sinsheim (06-1674)
- Salins (06-1674)
- Belle-Île (06-1674)
- Lure (07-1674)
- Faucogney (07-1674)
- Sainte-Anne (07-1674)
- Fort-Royal (07-1674)
- Seneffe (08-1674)
- Entzheim (10-1674)
- Mulhouse (12-1674)
- Turckheim (01-1675)
- Stromboli (02-1675)
- Fehrbellin (06-1675)
- Salzbach
- Consarbrück
- Alicudi
- Agosta
- Palerme
- Maastricht
- Philippsburg
- Valenciennes
- Cambrai
- Saint-Omer
- Tobago
- La Peene (Cassel)
- Ypres
- Rheinfelden (07-1678)
- Saint-Denis

Le siège de Maastricht est une tentative de Guillaume III d'Orange pour reprendre la ville aux Français, qui l'occupent depuis 1673. Il commence le 6 juillet 1676 et se termine le 27 août 1676 par la défaite des troupes alliées.

## Contexte
Maastricht, important verrou le long de la Meuse, est occupée par les Français depuis le précédent siège de 1673. Le gouverneur de la ville, le maréchal d'Estrades est fréquemment absent, laissant le commandement effectif à François de Calvo. Ce dernier confie le remaniement de la place forte à l'ingénieur Thomas de Choisy, qui travaille à partir de plans de Vauban et améliore considérablement les défenses de la ville.
En 1674, la paix de Westminster est signée entre les Provinces-Unies et l'Angleterre, avec pour conséquence directe l'isolement de la France, qui est contrainte d'évacuer les Pays-Bas, à l'exception notable de Maastricht. Les forces alliées progressent et se dirigent vers le sud en direction de Paris pour forcer la main aux Français, mais elles sont stoppées à Seneffe le 11 août 1674 par le prince de Condé. La victoire est cependant coûteuse pour les deux camps, et, dès juin 1675, Louis XIV vient inspecter les fortifications de Maastricht pour remonter le moral de ses troupes.
C'est à l'été 1676 que Guillaume III d'Orange décide de mettre un terme à la présence française dans Maastricht. Il est soutenu par le duc de Villahermosa, gouverneur des Pays-Bas espagnols, qui espère que cette action empêche les Français d'assiéger Aire, l'une des deux dernières forteresses tenues par les Espagnols en Artois. Prévoyant, le général de Calvo devine que Maastricht est l'un des objectifs principaux de Guillaume III d'Orange et ordonne que tout le fourrage de la région soit entreposé dans la forteresse.

## Déroulement
L'armée du prince d'Orange aligne au total 25 000 hommes, essentiellement des Néerlandais et des Espagnols, épaulés par un régiment anglais sous le commandement de John Fenwick et un détachement brandebourgeois. L'armée alliée met le siège devant Maastricht le 6 juillet 1676 ; les Français s'enferment dans la forteresse ; à cette occasion, le général de Calvo a ce mot : « Messieurs, je n'entends rien à la défense d'une place ; tout ce que je sais, c'est que je ne veux pas me rendre ». Ayant toute confiance en les capacités de Calvo, Louis XIV décide de ne pas secourir Maastricht immédiatement, sachant que la ville peut tenir le siège le temps que l'armée du maréchal d'Humières prenne la ville d'Aire.

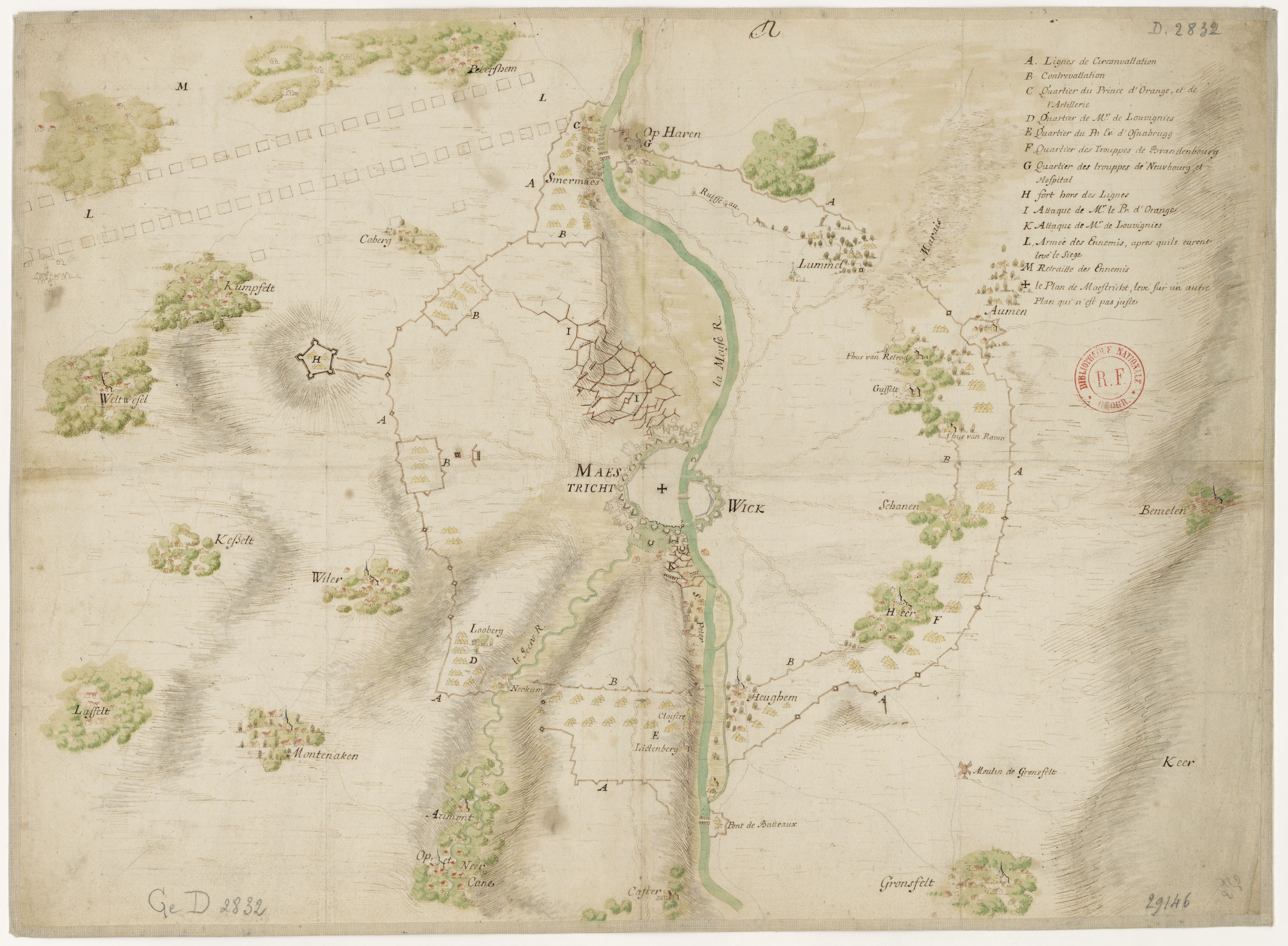
La circonvallation et les camps des commandants, le Prince d'Orange (C), le Comte de Louvigny (D), et le Prince-évêque d'Osnabrück (E).

La ville de Maastricht est investie par les alliés dès le 7 juillet 1676, et une fois les lignes de circonvallation achevées, le prince d'Orange fait ouvrir les tranchées le 18 juillet 1676. Pendant ce temps, l'armée française du maréchal de Schomberg empêche Villahermosa de briser le siège d'Aire par le maréchal d'Humières.
Dans un premier temps, les tranchées sont concentrées en direction d'une des portes de la ville, mais l'attaque se porte finalement sur la partie nord-ouest des fortifications près du Boschpoort, qui semble plus faible. Au sud, le bastion le Dauphin change plusieurs fois de main pendant les premiers jours d'août. Les combats sont assez violents puisqu'un millier d'hommes meurent et le général de Calvo lui-même utilise les mines pour repousser les soldats alliés du bastion. Les alliés s'attaquent également au bastion la Reine, plus proche de la rive, mais ils ne parviennent pas à s'en emparer et le lieutenant-général Charles-Florentin de Salm est mortellement blessé lors d'un assaut.
Les tentatives de diversions du comte de Louvigny dans la banlieue de Wyck ne fonctionnent pas, les alliés maintiennent alors leur attaque principale au sud-ouest de la ville, dans le quartier Saint-Pierre entre le Geer et de la Meuse. Les défenseurs français de cette zone doivent subir des inondations mais ils tiennent bon.
Entre-temps, Aire est tombée aux mains des Français le 31 juillet 1676, permettant au maréchal d'Humières de s'y installer et de tenir seul en échec Villahermosa. En apprenant cela, Guillaume III d'Orange intensifie ses efforts, car il sait que l'armée de Schomberg ainsi libérée, va se porter au secours de Calvo. Le 6 août 1676, Schomberg quitte la région d'Aire et se dirige vers Maastricht. Le 12 août 1676, les alliés prennent une partie du chemin couvert de l'enceinte.
Schomberg arrive à Tongres, non loin de Maastricht, le 26 août 1676, il fait donner une batterie pour informer Calvo de son arrivée. Acculé, le prince d'Orange précipite l'assaut final, mais il est vivement repoussé par le général de Calvo, contraignant les alliés à lever le siège.

## Conséquences
Maastricht reste donc française jusqu'au traité de Nimègue de 1678 et à la suite de cette intrépide défense de la ville, François de Calvo est fait lieutenant général des armées par le roi. Le prince d'Orange ne peut pas même couper l'armée de Schomberg de la France, et ce dernier prend ses quartiers d'hiver au château de Lichtenberg, sur la montagne Saint-Pierre.